# Sébastien Rouault
Sébastien Rouault (Le Chesnay, 24 de febrero de 1986) es un deportista francés que compitió en natación, especialista en el estilo libre.
Ganó tres medallas en el Campeonato Europeo de Natación, en los años 2006 y 2010, y una medalla de bronce en el Campeonato Europeo de Natación en Piscina Corta de 2006.

## Palmarés internacional
| Campeonato Europeo                  | Campeonato Europeo   | Campeonato Europeo | Campeonato Europeo |
| Año                                 | Lugar                | Medalla            | Prueba             |
| ----------------------------------- | -------------------- | ------------------ | ------------------ |
| 2006                                | Budapest (Hungría)   | Medalla de plata   | 1500 m libre       |
| 2010                                | Budapest (Hungría)   | Medalla de oro     | 800 m libre        |
| 2010                                | Budapest (Hungría)   | Medalla de oro     | 1500 m libre       |
| Campeonato Europeo en Piscina Corta |                      |                    |                    |
| Año                                 | Lugar                | Medalla            | Prueba             |
| 2006                                | Helsinki (Finlandia) | Medalla de bronce  | 1500 m libre       |